# Große Schlitznase
Die Große Schlitznase (Nycteris grandis) auch Große Hohlnase, ist eine in Subsahara-Afrika vorkommende Fledermausart aus der Gattung der Schlitznasen (Nycteris) innerhalb der Familie der Schlitznasen (Nycteridae).

## Beschreibung
Die Große Schlitznase ist eine große Fledermausart, die im Mittel etwa 35 g schwer wird. Sie erreicht eine Kopf-Rumpf-Länge von etwa 63 bis 93 Millimeter. Die Fellfarbe ist variabel, sie reicht von dunkel-, sepia- und rötlichbraun auf der Rückenseite bis hellbraun oder gräulich auf der Bauchseite. Es besteht kein Sexualdimorphismus. Wie bei anderen Schlitznasen wirkt das Gesicht oberhalb der Schnauze durch eine Längsfurche zweigeteilt. Durch die dreigeteilten Schneidezähne sowie den großen Ohren (etwa 29,5 mm), sowie der großen Vorderarmlänge (Unterarmlänge etwa 62 mm) kann sie von allen anderen afrikanischen Schlitznasen unterschieden werden.

## Verbreitung
Das afrikanische Verbreitungsgebiet der Großen Schlitznase erstreckt sich vom Senegal, Guinea, Liberia und Kamerun im Westen bis zur Demokratischen Republik Kongo in Zentralafrika, Uganda, Kenia und Tansania im Osten und Simbabwe, Malawi und Mosambik im Süden. Man findet sie auch auf den Inseln Sansibar und Pemba.

## Lebensweise
Die Große Schlitznase besiedelt verschiedenen Habitate wie Tieflandregenwälder, Galeriewälder, Waldränder und verschiedenen Savannentypen wie dem Miombo. Als Quartiere dienen Baumhöhlen in Bäumen wie dem Anabaum oder dem Afrikanischen Affenbrotbaum. Es werden auch Höhlen oder anthropogene Strukturen wie Häuser oder Wassertürme genutzt. Die Anzahl der Tiere in einem Quartier variiert von Einzeltieren, Paaren bis zu kleinen Gruppen.
Die Beute wird sowohl von einem Ansitz aus kopfüberhängend oder im Flug mittels Echoortung lokalisiert. Die Große Schlitznase ist ein opportunistischer Jäger, das Nahrungsspektrum unterliegt saisonalen Schwankungen, umfasst aber hauptsächlich Frösche, Fledermäuse, Fische, Vögel sowie Insekten und andere Gliederfüßer. Die Große Schlitznase ist die einzige karnivore Fledermausart Afrikas. Sie kann Beute erjagen, die über 20 % ihres eigenen Körpergewichts wiegt. Hierzu zählen zum Beispiel Fledermäuse wie die Ägyptische Schlitznase, Frösche wie Ptychadena anchietae, Ptychadena mossambica oder der Krallenfrosch, Vögel wie der Braunkopf-Cistensänger (Cisticola fulvicapilla) oder der Gelbbauch-Feinsänger (Apalis flavida) und Fische wie Coptodon rendalli. Große Beutetiere werden durch einen Biss in Kopf gelähmt bzw. getötet. Die Beute wird kopfüberhängend gefressen und dabei mit den Flügeln gehalten.

## Systematik
Die genaue Systematik ist umstritten. Teilweise werden zwei Unterarten unterschieden:
- Nycteris grandis grandis Peters, W. C. H., 1865 ist die Typusart, Vorkommen in West- und Zentralafrika
- Nycteris grandis marica Kershaw, P. S., 1923, Vorkommen im südlichen Afrika,

wobei N. g. marica eher in den trockenen Savannen als in tropischen Regenwäldern vorkommt. Andere Autoren sehen die morphologischen Unterschiede als zu gering für eine Trennung in zwei Unterarten an.

## Gefährdung
Die Große Schlitznase wird in der Roten Liste der IUCN auf Grund des großen Verbreitungsgebiets und der Häufigkeit der Art als „nicht gefährdet“ geführt.